# الكدمة (تعز)
الكدمه هي إحدى قرى الجمهورية اليمنية. تتبع جغرافيا لمحافظة تعز وإداريًا لمديرية جبل حبشي. يبلغ تعداد سكانها 1039 نسمة حسب الإحصاء الذي أجري عام 2004.